# Oncidium batemannianum
Oncidium batemannianum là một loài thực vật có hoa trong họ Lan. Loài này được Parm. ex Knowles & Westc. mô tả khoa học đầu tiên năm 1840.